# Henri Brassard
Pour les articles homonymes, voir Brassard (homonymie).
Henri Brassard est un pianiste canadien né le 16 janvier 1950 , à Saint-Siméon de Charlevoix-Est, au Québec.
Il entreprit ses études à Montréal avec Lucille Brassard et Yvonne Hubert (1960-1968). Sa formation s’est poursuivie par la suite sous la direction de Nadia Reisenberg à New York et de Dieter Weber à Vienne (1972-75). Parmi ses autres maîtres, signalons entre autres Wilhelm Kempff, Rudolf Serkin et Karl Engel.
Récipiendaire du grand prix des festivals du Québec et de la Chalmers Foundation, il participe avec succès à divers concours nationaux et internationaux. Il se produit en soliste avec plusieurs orchestres canadiens et étrangers. Notamment avec les orchestres de Montréal, Toronto, Vancouver, Dublin, Rouen, etc. Ses concerts et tournées l’amenèrent à jouer en France, Angleterre, Irlande, Belgique, Italie, Antilles françaises, Union soviétique, aux États-Unis et bien sûr, dans tous les grands centres canadiens.
Soliste louangé, Brassard entretient une affection toute particulière pour la musique de chambre. Fondateur de l’ex-Trio Haydn de Montréal, il associe désormais son nom à plusieurs formations et artistes dans le domaine. Parmi ceux-ci, les violonistes Augustin Dumay, Régis Pasquier, les violoncellistes Daniil Shafran, Paul Tortelier, Philippe Muller, Vladimir Orlov, Yuli Turovsky et le pianiste Oliver Jones. Par ailleurs, il est invité à se produire avec des formations de chambre de renom (Quatuor de Prague, Quatuor Orford, etc.).
Enfin, notons son implication dans le milieu à titre de chroniqueur pour des émissions musicales à la radio et à la télévision ainsi qu’à de nombreux postes de direction de séries musicales. Parallèlement à sa carrière de pianiste, il occupe un poste de professeur à l’université du Québec à Montréal et est fréquemment invité à donner des master-classes à l’étranger (entre autres en Italie, en Autriche et plus récemment en Suisse). Il est d’autre part régulièrement invité à divers festivals d’été dont Orford et Laterrière, en plus d'être le cofondateur du Festival de musique classique de Pierre-De Saurel (de la MRC Pierre-De Saurel), existant depuis 2003.